# Pusula californiana
Pusula californiana är en snäckart som först beskrevs av John Edward Gray 1827.  Pusula californiana ingår i släktet Pusula och familjen Triviidae. Inga underarter finns listade i Catalogue of Life.